# 사미르 소니
사미르 소니(Samir Soni, 1970년 9월 29일 ~ )는 영국과 남아프리카 공화국의 영화 배우 겸 모델이다.